# Melkpoeder

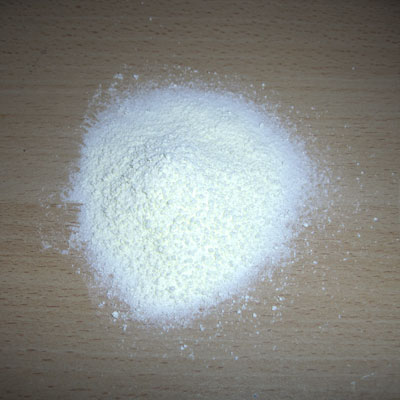
Melkpoeder

Melkpoeder is melk waaraan het water is onttrokken, zodat een droge stof overblijft. Dit poeder wordt in twee vormen gemaakt: mager melkpoeder en niet-mager melkpoeder. Mager melkpoeder ontstaat door van magere melk water te verdampen, niet-mager melkpoeder door van volle melk water te verdampen. Na aanmengen van melkpoeder met water ontstaat wederom melk, zij het met een iets veranderde smaak. 

## Proces
Na behandeling van de melk (enkele stappen om de houdbaarheid en homogeniteit te verbeteren) is ongeveer 87% van de melk water - bij volledige onttrekking zou er dus 13% overblijven. Dit gaat niet in één stap. Allereerst wordt er in een vacuümdestillatie water verdampt - door de lage druk is het kookpunt lager, en verdampt het water gemakkelijker. Dit kan tot er zo'n 25% van de bewerkte melk overblijft (op dat moment is er 50% droge stof in het mengsel), omdat daarna de vloeistof niet meer de stromingseigenschappen bezit om dit proces goed te kunnen doorlopen. De gebruikte temperatuur bij dit voorbereidingsproces heeft grote invloed op de eigenschappen van het uiteindelijke poeder - bijvoorbeeld of de eiwitten gedenatureerd zijn of niet. 
Dit mengsel wordt vervolgens verstoven in een verstuivingstoren waar het omgeven wordt door hete, droge lucht die het water onttrekt. De vloeistof wordt in kleine druppeltjes aan de bovenkant van een toren ingeblazen, waar de lucht nog droog is, en zakt dan naar beneden in zo'n 8 tot 30 seconden. Tegen de tijd dat het beneden aankomt is de vloeistof een poeder geworden, en is de lucht een stuk vochtiger (en dus zwaarder). Ieder druppeltje is nu een korreltje geworden. 
De verstuivingstechniek (sproeien of met behulp van een schijf) kan variëren en heeft invloed op de grootte en variatie van de druppels en dus de korrels van het melkpoeder. Met behulp van centrifugale krachten (een "cycloon") wordt het zwaardere poeder naar buiten geslingerd en zo gescheiden van de lucht. Na scheiding kan het poeder nog bevochtigd worden, zodat het beter oplosbaar is en er grotere korrels ontstaan. Na (luchtdichte) verpakking is het vervolgens klaar voor transport. 
Naast het gebruik van hete lucht kan ook gekozen worden voor andere drogingstechnieken. Zo is er de mogelijkheid van trommeldrogen, waarbij een filmlaag melk wordt aangebracht op een ronddraaiende verhitte trommel welke er vervolgens afgeschraapt moet worden (met lichte karamellisatie). Ook kan er gebruik worden gemaakt van vriesdrogen waarbij er nog meer eigenschappen van de melk worden behouden. 
Door de ingedikte vorm is melkpoeder bij uitstek geschikt om over langere afstanden te transporteren. Nadeel van melkpoeder is het hoge energieverbruik dat nodig is voor het indampen. Door niet alle water uit de melk te halen en suiker toe te voegen maakt men het vaste blokmelk en vloeibare gecondenseerde melk.
Melkpoeder wordt aan diverse producten toegevoegd. Dit kan een probleem vormen voor mensen met lactose-intolerantie, maar ook voor veganisten, die immers geen dierlijke producten willen consumeren.

## Geschiedenis
Gebruik van ingedampte melk gaat terug tot ten minste de tijd van Marco Polo, die beschreef hoe de soldaten van Kublai Khan zongedroogde melk met zich meebrachten, als ware het een pasta. In 1837 werd door William Newton een proces gepatenteerd om de melk te vacuümdrogen.

## Trivia
- In het spraakgebruik worden de begrippen 'melkpoeder' en 'creamer' door elkaar gebruikt. Creamer is echter geen zuivelproduct.